# Hay Ve Voi Em
Ez a lemez Cindy Thái Tài második nagylemeze. A CD-n az új dalok mellett szerepel Barbra Streisand Woman in Love című dala, és Donna Summer I Feel Love című dala is. A lemez nem múlta felül a Noi Long...Con Don sikereit, de szépen fogyott.

## A lemez dalainak listája
- 1. Gặp Nhau Làm Ngơ (03:09)
- 2. I Feel Love (05:02)
- 3. Em Sẽ Quên Anh Thôi (04:00)
- 4. Cho Em Ngủ Trong Trái Tim Anh (04:17)
- 5. Nụ Hôn Ngọt Ngào (03:55)
- 6. Gặp Nhau Làm Ngơ (03:09)
- 7. Gặp Nhau Làm Ngơ (Remix) (07:34)
- 8. Woman In Love (03:16)
- 9. Phút Giây Mình Chia Tay (04:26) (duett Minh Quan-nal)
- 10. Hãy Về Với Em (04:05)
- 11. Bảy Ngày Đợi Mong (03:48)